# Robinson Crusoe

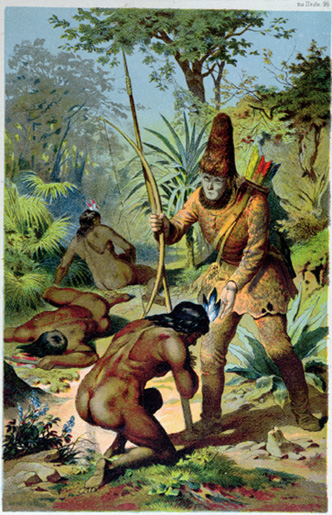
Robinson Crusoe rescatando a su compañero Viernes de los caníbales

The life and strange surprising adventures of Robinson Crusoe of York, más conocido como Robinson Crusoe, es una de las obras más famosas del célebre escritor inglés Daniel Defoe, publicada en 1719 y considerada la primera novela inglesa. Se trata de una autobiografía ficticia del protagonista, un náufrago inglés que pasa veintiocho años en una remota isla desierta en la desembocadura del Orinoco, cerca de las costas de Trinidad y Venezuela.
Robinson Crusoe es la novela de aventuras por antonomasia. El título original completo, tal como aparece en la portada de su primera edición es: 

La vida e increíbles aventuras de Robinson Crusoe, de York, marinero, quien vivió veintiocho años completamente solo en una isla deshabitada en las costas de América, cerca de la desembocadura del gran río Orinoco; habiendo sido arrastrado a la orilla tras un naufragio, en el cual todos los hombres murieron menos él. Con una explicación de cómo al final fue insólitamente liberado por piratas. Escrito por él mismo.

## Argumento
Robinson Crusoe es un marinero de York que, en una expedición por África en barco, es capturado por unos piratas y se convierte en esclavo.
Consigue escapar y es ayudado por un capitán de marina portugués, que se dirige a Brasil. En este último lugar se establece por un tiempo pero surge la opción de navegar nuevamente a África en busca de negros para asistir las necesidades domésticas de él y un grupo de inmigrantes en Brasil; es allí donde el barco naufraga y es el único sobreviviente, logrando llegar a una isla de la que parece ser el único habitante. 
Como medio para sobrevivir, toma todas aquellas armas y provisiones del barco que necesita, a la espera de ser rescatado. Cuando por fin empieza a adaptarse a la soledad (gracias, entre otras cosas, a su conversión al cristianismo) e instalarse en la isla, descubre que no está solo en ella, ya que una tribu indígena caníbal visita la isla frecuentemente para sus rituales y festines. Crusoe inmediatamente considera a los indígenas como enemigos y ayuda a escapar a uno de sus prisioneros que estaba a punto de ser ejecutado. Como se han conocido un día viernes, Crusoe lo llama “Viernes” y forjan una sincera amistad, a pesar de que no coinciden ni en el idioma ni en la cultura. Juntos deciden ayudar a los demás prisioneros capturados por los indígenas, uno de los cuales es un español que también es un náufrago que aguarda la llegada de un barco.
Este argumento, mil veces revisado, constituye la forma más palpable de materializar la frase:

La inteligencia es la capacidad de adaptarse a situaciones nuevas.

En este sentido, resulta admirable el personaje creado por Defoe, en la medida que representa el perfecto colonialista británico, según los estudios posteriores del novelista James Joyce. Crusoe cree en la justicia suprema, posee unas creencias religiosas estables y coherentes, no siente tentaciones sexuales y actúa según una eficiencia máxima. 
El hecho de que Crusoe enseñe a Viernes todo lo que sabe tiene indicios del imperialismo, del colonialismo cultural, dado que también le convierte al cristianismo y le expone las riquezas del mundo occidental. En ningún momento Crusoe se da por vencido y mantiene una perspectiva optimista respecto a su futuro, mostrando en numerosas ocasiones su aprecio y afecto por Viernes, refiriéndose a él como su amigo.
A pesar de estar escrita en primera persona, el hecho de contar acontecimientos lejanos en el tiempo, hace que el estilo sea sencillo y poco dado a la subjetividad, dando más importancia a los sucesos que a los sentimientos del propio protagonista. Da la sensación de que Crusoe apenas pensaba: actuaba. Esto decrementa la verosimilitud del texto, presentando a un personaje beatificado y engrandecido por el relato. No obstante, llama la atención cuando Crusoe se autoproclama rey de la isla, entrando en unos matices políticos antes mencionados. Y también es curioso que, a pesar de que el marino toma dinero del barco, este es completamente inútil en la isla, mientras que las herramientas y provisiones son tremendamente valiosas y fundamentales para su supervivencia en el lugar.

## Trascendencia
La influencia en obras y reflexiones posteriores ha sido importante. Jonathan Swift, por ejemplo, criticó implícitamente el modelo optimista y triunfante de Defoe en sus misantrópicos Viajes de Gulliver (1726 y 1735). Ejercio influjo sobre el Emilio, o De la educación (1762) de Jean-Jacques Rousseau. Más modernamente, están los casos de William Golding (El señor de las moscas, 1954) o el ya citado James Joyce, Karl Marx o el premio Nobel J. M. Coetzee, quien realizó una refundición de la trama en su novela Foe (1986).

## Interpretaciones de la novela
| "Es el verdadero prototipo del colono británico. Todo el espíritu anglosajón en Crusoe: la independencia viril, la crueldad inconsciente, la persistencia, la inteligencia lenta pero eficiente, la apatía sexual, la taciturnidad calculadora. " |

La novela ha sido objeto de numerosos análisis e interpretaciones desde su publicación. En cierto sentido, Crusoe intenta reproducir su sociedad en la isla. Esto se consigue mediante el uso de la tecnología europea, la agricultura e incluso una jerarquía política rudimentaria. Varias veces en la novela, Crusoe se refiere a sí mismo como el "rey" de la isla, mientras que el capitán lo describe como el "gobernador" de los amotinados. Al final de la novela se habla de la isla como una "colonia". La idealizada relación amo-sirviente que Defoe describe entre Crusoe y Viernes también puede verse en términos de asimilación cultural, con Crusoe representando al europeo "ilustrado" mientras que Viernes es el "salvaje" que sólo puede ser redimido de sus modales culturales mediante la asimilación a la cultura de Crusoe. No obstante, Defoe utilizó a Viernes para criticar la colonización española de las Américas.
James Joyce vio en Robinson el prototipo del colonialismo británico (la isla la consideró desde un principio como de su propiedad), así como un símbolo del puritanismo: el hombre hecho a sí mismo, la perseverancia incluso en las más difíciles condiciones, la apatía sexual, el autocontrol, etc. Cabe también ver en la obra una alegoría de la propia vida de Defoe, que había quebrado económicamente y debió sobreponerse a esta situación con dureza y trabajo. Por otra parte, aunque acaso no haya estado nunca en el designio del autor, el lector ha de enfrentarse filosóficamente a la novela como metáfora de la desnudez humana ante las fuerzas abrumadoras de la naturaleza, como puesta en evidencia de la denodada lucha ante esas fuerzas para someterlas y así crear un mundo habitable y cómodo para el hombre (tal como la "cultura" y la "técnica" lo han hecho en la historia humana). 
La isla, que Defoe ubica en el delta del Orinoco, cerca de Trinidad, puede verse como una especie de tierra prometida a la que el trabajo laborioso de un hombre blanco puede convertir en un vergel.
Según J.P. Hunter, Robinson no es un héroe, sino un hombre común. Comienza como un vagabundo, sin rumbo en un mar que no entiende, y termina como un peregrino, cruzando una última montaña para entrar en la tierra prometida. El libro cuenta la historia de cómo Robinson se acerca a Dios, no escuchando sermones en una iglesia, sino pasando tiempo a solas entre la naturaleza con sólo una Biblia para leer.
Por el contrario, el crítico cultural y estudioso de la literatura Michael Gurnow ve la novela desde una perspectiva roussoniana: El paso del personaje central de un estado primitivo a otro más civilizado se interpreta como la negación por parte de Crusoe del estado de naturaleza de la humanidad.
Robinson Crusoe está lleno de aspectos religiosos. Defoe era un moralista puritano y normalmente trabajaba en la tradición de la guía, escribiendo libros sobre cómo ser un buen cristiano puritano, como The New Family Instructor (1727) y Religious Courtship (1722). Aunque Robinson Crusoe es mucho más que una guía, comparte muchos de los temas y puntos de vista teológicos y morales.
"Crusoe" puede haber sido tomado de Timothy Cruso, un compañero de clase de Defoe que había escrito libros de guía, incluyendo Dios, el guía de la juventud (1695), antes de morir a una edad temprana - sólo ocho años antes de que Defoe escribiera Robinson Crusoe. Crusoe habría sido recordado por sus contemporáneos y la asociación con los libros de guía es clara. Incluso se ha especulado con que Dios guía de la juventud inspiró Robinson Crusoe debido a una serie de pasajes de esa obra que están estrechamente relacionados con la novela. Un leitmotiv de la novela es la noción cristiana de providencia, penitencia y redención. Crusoe llega a arrepentirse de las locuras de su juventud. Defoe también pone en primer plano este tema al organizar los acontecimientos más importantes de la novela para que ocurran en el cumpleaños de Crusoe. El desenlace culmina no sólo con la liberación de Crusoe de la isla, sino con su liberación espiritual, su aceptación de la doctrina cristiana y la intuición de su propia salvación.
Cuando se enfrenta a los caníbales, Crusoe se enfrenta al problema del relativismo cultural. A pesar de su repugnancia, se siente injustificado al considerar a los nativos moralmente responsables de una práctica tan profundamente arraigada en su cultura. No obstante, mantiene su creencia en una norma absoluta de moralidad; considera el canibalismo como un "crimen nacional" y prohíbe a Viernes que lo practique.
En economía clásica, neoclásica y en la escuela austriaca de economía, Crusoe se utiliza regularmente para ilustrar la teoría de la producción y la elección en ausencia de comercio, dinero y precios. Crusoe debe asignar el esfuerzo entre la producción y el ocio y debe elegir entre posibilidades de producción alternativas para satisfacer sus necesidades. La llegada de Viernes se utiliza entonces para ilustrar la posibilidad del comercio y las ganancias que se derivan.
La obra ha sido leída como una alegoría del desarrollo de la civilización, como un manifiesto del individualismo económico y como una expresión de los deseos coloniales europeos. También muestra la importancia del arrepentimiento e ilustra la fuerza de las convicciones religiosas de Defoe.  El crítico M.E. Novak apoya la conexión entre los temas religiosos y económicos dentro de Robinson Crusoe, citando la ideología religiosa de Defoe como la influencia para su representación de los ideales económicos de Crusoe, y su apoyo al individuo. Novak cita la extensa investigación de Ian Watt que explora el impacto que varias novelas de la Era Romántica tuvieron contra el individualismo económico, y la inversión de esos ideales que tiene lugar dentro de Robinson Crusoe.
En la reseña de Tess Lewis, "Los héroes que nos merecemos", del artículo de Ian Watt, ésta profundiza en el argumento de Watt con un desarrollo sobre la intención de Defoe como autor, "de utilizar el individualismo para significar el inconformismo en la religión y las admirables cualidades de la autosuficiencia".: 678  Esto apoya aún más la creencia de que Defoe utilizó aspectos de la autobiografía espiritual para presentar los beneficios del individualismo a una comunidad religiosa no del todo convencida. J. Paul Hunter ha escrito extensamente sobre el tema de Robinson Crusoe como aparente autobiografía espiritual, rastreando la influencia de la ideología puritana de Defoe a través de la narrativa de Crusoe, y su reconocimiento de la imperfección humana en la búsqueda de compromisos espirituales significativos - el ciclo de "arrepentimiento [y] liberación"."
Este patrón espiritual y su naturaleza episódica, así como el redescubrimiento de novelistas femeninas anteriores, han impedido que Robinson Crusoe sea clasificada como una novela, y mucho menos como la primera novela escrita en inglés - a pesar de los anuncios en las portadas de algunos libros. Los primeros críticos, como Robert Louis Stevenson, la admiraron, diciendo que la escena de la huella del pie en Crusoe era una de las cuatro más grandes de la literatura inglesa y la más inolvidable; más prosaicamente, Wesley Vernon ha visto los orígenes de la podología forense en este episodio. Ha inspirado un nuevo género, la Robinsonada, ya que obras como La familia suiza Robinson de Johann David Wyss (1812) adaptan su premisa y ha provocado respuestas modernas de  literatura postcolonial y literatura ecológica. Entre ellas, se pueden nombrar Foe J. M. Coetzee (1986), Vendredi ou les Limbes du Pacifique (en inglés, Friday, or, The Other Island) de Michel Tournier (1967), En la isla de Robinson, de Muriel Spark (1958), Adiós Robinson, de Julio Cortázar (1977), Un Robinson de Martín Pérez Ibarra (2024). Hubo también dos secuelas: Defoe, Las nuevas aventuras de Robinson Crusoe (1719) y sus Serias reflexiones durante la vida y sorprendentes aventuras de Robinson Crusoe: con su visión del mundo angelical (1720). La obra de Jonathan Swift Los viajes de Gulliver (1726) es en parte una parodia de la novela de aventuras de Defoe.
El éxito de la novela fue inmediato y universal, considerada la novela inglesa más popular de todos los tiempos. A finales del siglo XIX ningún otro libro en la historia de la literatura occidental tenía más ediciones, traducciones e imitaciones que Robinson Crusoe, con más de 700 reimpresiones, traducciones e imitaciones.
Defoe escribió una continuación menos conocida, Nuevas aventuras de Robinson Crusoe.

### Economía
En la economía clásica y neoclásica, Robinson Crusoe es frecuentemente usado como instrumento para ilustrar la teoría de la producción y la elección del consumidor en ausencia de comercio, dinero y precios. Bajo tal contexto, Crusoe debe elegir la combinación óptima de tiempo dedicado a la producción y tiempo dedicado al ocio. A su vez, debe elegir qué cosas producir en el tiempo que dedica a la producción (usualmente las alternativas consisten en recolectar cocos o elaborar herramientas de caza y pesca).

## Religión
Robinson Crusoe se publicó en 1719, durante el Siglo de las Luces del siglo XVIII. En la novela, Crusoe arroja luz sobre diferentes aspectos del cristianismo y sus creencias. El libro puede considerarse una autobiografía espiritual ya que las opiniones de Crusoe sobre la religión cambian drásticamente desde el principio de su historia hasta el final.
Al principio del libro, Crusoe está preocupado por navegar lejos de su casa, donde se encuentra con violentas tormentas en el mar. Le promete a Dios que, si sobrevive a esa tormenta, será un hombre obediente cristiano y volverá a casa según los deseos de sus padres. Sin embargo, cuando Crusoe sobrevive a la tormenta decide seguir navegando y constata que no pudo cumplir las promesas que había hecho durante su turbación.: 6 
Después de que Robinson naufrague en su isla, comienza a sufrir un aislamiento extremo. Recurre a sus animales para hablar, como su loro, pero echa de menos el contacto humano. Durante este tiempo de confusión, se dirige a Dios en busca de consuelo y orientación. Comienza a leer la Biblia que había rescatado del pecio de su naufragio y reflexiona sobre los versículos que encuentra al azar. Cuando se enfrentaba a problemas o tribulaciones, abría la Biblia por una página, leía el pasaje y sentía aliviada su mente. Por tanto, tras su naufragio Crusoe se vuelve muy religioso y a menudo acude a Dios en busca de ayuda.
Una de las primeras cosas que hace Crusoe cuando empieza a convivir con Viernes, es enseñarle las escrituras y los valores y creencias cristianas. Le habla sobre Dios, el Cielo y el Infierno para convertirle a su religión. "Durante el largo tiempo que Viernes llevaba ya conmigo y desde que comenzó a hablarme, no dejé pasar la ocasión de fijar en su mente los fundamentos del conocimiento religioso en su mente. En particular, le pregunté una vez quién le había creado": 158 
Lynne W. Hinojosa ha argumentado que a lo largo de la novela Crusoe interpreta las escrituras de manera que "[l]a escritura nunca tiene ramificaciones más allá de sus propias necesidades y situaciones" (651). Para Hinojosa, Crusoe coloca una narrativa bíblica dentro de sí mismo, a diferencia de las interpretaciones anteriores de las escrituras en las que el individuo estaba subsumido por la narrativa bíblica. Por esta razón, Hinojosa sostiene que "Crusoe no muestra ningún deseo... de llevar a cabo la misión de la iglesia o de reunirse con la sociedad para participar en el plan de Dios para la historia humana" (652).

## Alexander Selkirk, Pedro Serrano e Ibn Tufail como fuentes de inspiración
Si bien probablemente la historia tuvo como inspiración hechos reales ocurridos a Alexander Selkirky Pedro Serrano muy divulgados en su época, a partir de donde construiría, con una trama sencilla y auténtica, un símbolo del colonialismo, del hombre perfecto (el burgués autosuficiente y pragmático) y de la moral suprema; es en la literatura árabe, de la mano de Avempace y su El régimen del solitario, en la que por primera vez aparece este tipo de personaje. También pueden existir otras fuentes:
- El marinero escocés Alexander Selkirk, que fue rescatado en 1709 tras pasar más de cuatro años en una isla desierta que hoy lleva el nombre de isla Robinson Crusoe, en el archipiélago Juan Fernández (Chile),[16] en honor a la fama mundial de la pieza literaria. Su historia de supervivencia fue ampliamente publicitada después de su regreso a Inglaterra.
- El marinero español Pedro Serrano, quien naufragó y sobrevivió entre 1526 y 1534 en Banco Serrana, un pequeño atolón caribeño en cuyo honor lleva el nombre, hasta que fue rescatado. A él hace referencia Garcilaso el Inca en sus Comentarios reales de los incas.[17][18]
- Que estuviera inspirada en Critilo, personaje de El Criticón de Baltasar Gracián.[18]
- Está fuertemente influida por la novela del siglo XII  de ibn Ṭufail El filósofo autodidacta.[18]

## Robinson Crusoe en el cine y cultura popular
La novela Robinson Crusoe ha conocido múltiples adaptaciones cinematográficas desde los mismos orígenes del cine. El cineasta francés Georges Meliès dirigió una versión en 1902. Entre otros directores, Luis Buñuel también rodó en 1952 una versión de la novela de Defoe y también la versión interpretada por el exitoso Peter O'Toole en 1973 junto con el actor estadounidense Richard Roundtree, pese a no ser exactamente igual a la novela de Daniel Defoe. La versión de 1997, dirigida por Rod Hardy y con la actuación de Pierce Brosnan como Robinson Crusoe, también muestra ciertos detalles diferentes a la obra.
En 2000 se rodó el filme Náufrago, de Robert Zemeckis, protagonizado por Tom Hanks. La película relata la historia de un ejecutivo (Hanks) que queda varado en una isla después de un accidente aéreo. Al igual que Robinson Crusoe, el protagonista del largometraje llega a una isla desierta donde encuentra un compañero, en este caso una pelota de voleibol a la que llama "Wilson".
Publicada en 1967, la novela Viernes o los limbos del Pacífico del escritor francés Michel Tournier retoma el mito de Robinson Crusoe creado por Defoe.
En la serie Pokémon: Batalla Avanzada en el episodio 33 (124) perteneciente a la octava temporada (¡Tiempo de islas!/¡Naufragio en la isla!) los protagonistas naufragan en una isla y conocen a un personaje llamado Robin, cuya historia parece estar fuertemente inspirada en Robison Crusoe.
En la serie chilena 31 minutos, en el episodio 10 de la Segunda Temporada (El secreto), la Nota Verde del personaje Juan Carlos Bodoque  parodia resumidamente casi en su totalidad el argumento de la historia de Robinson Crusoe. Incluso aparece por primera y única vez, un personaje nombrado "Martes" el cual también hace alusión al mismo personaje de la historia (cuyo nombre afirma ser realmente "Viernes").

La novela es también mencionada varias veces en la historieta argentina El Eternauta, escrita por H. G. Oesterheld e ilustrada por F. S. López, publicada desde 1957 hasta 1959. Oesterheld dijo sobre su obra lo siguiente: 
Siempre me fascinó la idea del Robinson Crusoe. Me lo regalaron siendo muy chico, debo haberlo leído más de veinte veces. El Eternauta, inicialmente, fue mi versión del Robinson. La soledad del hombre, rodeado, preso, no ya por el mar sino por la muerte. (...)

## Crítica literaria
- Backscheider, Paula Daniel Defoe: His Life (Baltimore: Johns Hopkins University Press, 1989). ISBN 0801845122.
- Ewers, Chris Mobility in the English Novel from Defoe to Austen. (Woodbridge: Boydell and Brewer, 2018). ISBN 978-1787442726. Includes a chapter on Robinson Crusoe.
- Richetti, John (ed.) The Cambridge Companion to Daniel Defoe. (Cambridge: Cambridge University Press, 2009) ISBN 978-0521675055. Casebook of critical essays.
- Rogers, Pat Robinson Crusoe (London: Allen and Unwin, 1979). ISBN 0048000027.
- Watt, Ian The Rise of the Novel (London: Pimlico, 2000). ISBN 978-0712664271.